# Velaine-sur-Sambre
Velaine-sur-Sambre (wa. Velinne) – dzielnica (section) miasta Sambreville w Belgii, w Regionie Walońskim, w prowincji Namur, w okręgu Namur. 1 stycznia 2020 roku liczyła 3512 mieszkańców. Do 31 grudnia 1976 r. samodzielna gmina. Leży nad Sambrą.

## Demografia
Liczba mieszkańców, stan na 1 stycznia:
| Rok                | 1930 | 1947 | 1961 | 2020 |
| ------------------ | ---- | ---- | ---- | ---- |
| Liczba mieszkańców | 2665 | 2690 | 2812 | 3512 |